# AVL-träd
Ett AVL-träd är en datastruktur i form av ett balanserat binärt sökträd där höjden av två underträd högst skiljer sig med ett. Sökning, insättning och radering har tidskomplexitet O(log n) där n är antalet noder.